# Flagge der Cookinseln
Die Flagge der Cookinseln besteht aus 15 kreisförmig angeordneten Sternen auf einer Blue Ensign. Die Sterne repräsentieren die 15 Inseln des Landes, der Kreis die Einheit der Inseln. Der Union Jack weist auf die historische Verbundenheit mit Neuseeland und auf die Mitgliedschaft im Commonwealth of Nations hin. Das Blau steht für den ausgedehnten Pazifischen Ozean, der die Inseln umgibt, und weist auf die friedliche Natur der Einwohner hin. Die Flagge wurde offiziell am 4. August 1979 eingeführt.

## Geschichte
Das bis 1888 unabhängige Königreich Rarotonga führte eine rot-weiß-rote Flagge mit drei blauen Sternen. Die drei Sterne symbolisierten die drei Stämme (vaka) Rarotongas: Takitumu, Te Au O Tonga und Puaikura. 1888 wurde das Königreich britisches Protektorat. Der Union Jack wurde als Gösch in die Flagge eingefügt. 1893 wurden die drei Sterne entfernt. 1895 wurde von den britischen Einwohnern eine Blue Ensign mit einer Krone auf einer weißen Scheibe eingeführt. 1900 annektierte Großbritannien die Inseln; die Verwaltung übernahm Neuseeland. Entsprechend führte man bis 1902 den Union Jack und bis 1973 die heutige Flagge Neuseelands. Am 4. August 1965 erhielten die Cookinseln die innere Autonomie und 1973 eine eigene Flagge: 15 goldene Sterne im Kreis auf grünem Grund. Gelb symbolisierte das Volk und Grün das Leben und das ewige Wachstum. 1979 wechselte man wieder zu einer Blue Ensign mit den 15, nun weißen Sternen.

Flagge von Rarotonga, 1858 bis 1888
1:2  Flagge von Rarotonga, 1888 bis 1893
1:2  Cookinseln, 1893 bis 1901

1:2  Union Jack, auf den Cookinseln 1901 bis 1902
1:2  Flagge Neuseelands, auf den Cookinseln 1902 bis 1973
1:2   Cookinseln, 1973 bis 1979

## Weitere Flaggen der Cookinseln

1:2 Flagge des Repräsentanten des neuseeländischen Monarchen auf den Cookinseln